# Clark (Dakota del Sud)
Clark és una població dels Estats Units a l'estat de Dakota del Sud. Segons el cens del 2000 tenia 1.285 habitants.

## Demografia
Segons el cens del 2000, Clark tenia 1.285 habitants, 558 habitatges, i 334 famílies. La densitat de població era de 378,7 habitants per km².
Dels 558 habitatges en un 24% hi vivien nens de menys de 18 anys, en un 50,7% hi vivien parelles casades, en un 6,6% dones solteres, i en un 40,1% no eren unitats familiars. En el 37,5% dels habitatges hi vivien persones soles el 24,2% de les quals corresponia a persones de 65 anys o més que vivien soles. El nombre mitjà de persones vivint en cada habitatge era de 2,19 i el nombre mitjà de persones que vivien en cada família era de 2,9.
Per edats la població es repartia de la següent manera: un 22,8% tenia menys de 18 anys, un 4,4% entre 18 i 24, un 19,9% entre 25 i 44, un 23,1% de 45 a 60 i un 29,7% 65 anys o més.
L'edat mediana era de 47 anys. Per cada 100 dones de 18 o més anys hi havia 80,4 homes.
La renda mediana per habitatge era de 29.432 $ i la renda mediana per família de 39.167 $. Els homes tenien una renda mediana de 26.771 $ mentre que les dones 17.868 $. La renda per capita de la població era de 14.758 $. Entorn del 6,3% de les famílies i el 9,1% de la població estaven per davall del llindar de pobresa.

## Poblacions més properes
El següent diagrama mostra les poblacions més properes.